# Bijela džamija u Gračanici
Bijela džamija (poznata i kao Ahmet-pašina džamija), središnja džamija u Gračanici, u Bosni i Hercegovini, trenutačno u sastavu Tuzlanskog muftiluka.

## Povijest
Bijela džamija u Gračanici je sagrađana u 17. stoljeću, od istog vakifa koji je podigao i sahat-kulu, kao glavna, čaršijska džamija. Kada je sagrađena bila je tradicionalna bosanska džamija s četveroslivnim krovom, te vitkim i visokim kamenim minaretom. U periodu od 1914. do 1916. godine pristupilo se njezinoj temeljitoj obnovi, pa je džamija tada poprimila svoj današnji izgled. Godine 1934. džamija je doživjela svoju prvu obnovu, kada je ponovo ozidan minaret, koji se srušio udarima snažnog orkanskog vjetra. Minaret je ponovo srušen u jesen 1995. godine – srpskom granatom s planine Ozren. Ipak, odmah nakon rata je obnovljen. 
Ostalo je zapisano da je u Bijeloj džamiji u Gračanici nekada, još u 18. stoljeću, djelovala i javna knjižnica, dok je u dvorištu džamije do danas sačuvan veći broj starih nadgrobnih nišana.

## Vanjske poveznice
- Džamija Ahmet-paše Budimlije